# 香港電視網絡劇集列表
本條目列出香港電視網絡（港視）於2012年起製作及籌劃的劇集，鑑於香港政府於2013年10月15日宣佈港視未獲發免費電視牌照，以及2013年12月20日港視宣佈改用的流動電視服務暫緩，故現時港視暫停所有劇集製作，節目製作須再觀察全部兩宗司法覆核案件判決和免費電視牌照發牌的進度。2014年11月19日起，香港電視網絡以網絡電視方式傳送節目，以下列出已播映及停止製作前籌劃中的劇集，關於香港電視網絡有份投資的劇集或外購劇集，請參閱香港電視網絡外購劇集列表。

## 2014年
| 首播日期 | 集數 | 來源 | 劇名           | 主演                                                                                | 官方網頁 | 編審   | 總導演 | 備註                                                 |
| 11月19日 | 17   | 香港 | 警界線         | 廖啟智、林嘉華、唐 寧、周俊偉、蔣祖曼、廖安麗、姜皓文、梁寶琪、呂 熙                | HKTV網頁 | 劉小群 | 蘇萬聰 | 開台劇之一 原定21集                                  |
| 11月19日 | 15   | 香港 | 選戰           | 李心潔、廖啟智、王宗堯、郭 峰、李 影、龔慈恩、陳逸寧、何詠雯、石 修、曾偉權、潘燦良 | HKTV網頁 | 黃偉強 | 黃國強 | 開台劇之一 前名《風雲》                              |
| 12月12日 | 25   | 香港 | 來生不做香港人 | 張可頤、劉美君、潘燦良、曾偉權、林 利、高皓正、謝月美、龔慈恩、艾 威                | HKTV網頁 | 鮑偉聰 | 陸天華 | 網上首播劇集之一 前名或海外片名《客家女人》 原定30集 |

## 2015年
| 首播日期 | 集數 | 來源 | 劇名           | 主演                                                                                         | 官方網頁 | 編審          | 總導演         | 備註                                          |
| 1月16日  | 16   | 香港 | 童話戀曲201314 | 蘇永康、廖碧兒、關楚耀、楊 淇、陳柏宇、蔡穎恩、高皓正、石 修、龔慈恩、劉玉翠                 | HKTV網頁 | 梁敏華        | 黃國強         | 網上首播劇集之一 原定20集                     |
| 2月9日   | 9    | 香港 | 我阿媽係黑玫瑰 | 惠英紅、姜大衛、陳宇琛、陳家樂、黃美棋、林嘉華、龔慈恩、湯 怡、陳曼娜、黃芷晴、石 修         | HKTV網頁 | 葉世康        | 歐耀興         | 原定25集                                      |
| 2月23日  | 11   | 香港 | 第二人生       | 劉浩龍、尹子維、鄧建明、雷有暉、趙學而、陳霽平、陳穎妍、何紫綸、郭 峰、王歌慧                | HKTV網頁 | 李綺華 孫浩浩 | 陳新俠         | 網上首播劇集之一 原定20集                     |
| 3月10日  | 24   | 香港 | 導火新聞線     | 梁小冰、周家怡、楊 淇、王宗堯、石 修、姜文杰、郭 峰、駱應鈞、楊天經、陳穎妍、林熹瞳          | HKTV網頁 | 潘漫紅        | 方俊華         | 網上首播劇集之一 原定25集（1小時計）          |
| 4月13日  | 12   | 香港 | 大眾情性       | 陳柏宇、蔣祖曼、陸駿光、黃美棋、謝芷倫、鮑康兒、呂 熙、林熹瞳                                | HKTV網頁 | 張之彥 冼少玲 | 黄穎珊（導演） | 網上首播劇集之一                              |
| 4月29日  | 9    | 香港 | 驚異世紀       | 林嘉華、梁小冰、唐 寧、周俊偉、駱應鈞、郭 峰、李雨陽、王歌慧、陸駿光                         | HKTV網頁 | 葉世康        | 歐耀興         | 原定10集                                      |
| 5月12日  | 15   | 香港 | 歲月樓情       | 夏 雨、鮑起靜、黃日華、唐 寧、關寶慧、林 利、曾偉權、姜皓文                                  | HKTV網頁 | 林少枝 梁敏華 | 黃國強         | 原定30集 網上首播劇集之一                     |
| 6月2日   | 9    | 香港 | 還來得及再愛你 | 唐禹哲、衛詩雅、尹子維、姚樂怡、應昌佑、湯 怡、林熹瞳、陳家樂、陳安瑩、冼灝英                | HKTV網頁 | 林少枝        | 方俊華         | 首部拍攝劇集 網上首播劇集之一 原定10集        |
| 6月15日  | 5    | 香港 | 末日+5         | 陳錦鴻、潘燦良、王宗堯、姜皓文、陸駿光、陳少邦、龔慈恩、林熹瞳、劉玉翠、湯 怡                | HKTV網頁 | 黃偉強        | 黃國強         | 網上首播劇集之一                              |
| 6月22日  | 20   | 香港 | 惡毒老人同盟   | 姜大衛、元 華、郭 峰、白 彪、黎彼得、李 楓、馮素波、謝月美、鄭恕峰、林熹瞳、梁寶琪           | HKTV網頁 | 鮑偉聰        | 關樹明         | 網上首播劇集之一 每集為30分鐘                 |
| 7月20日  | 4    | 香港 | 四年B班        | 陳宇琛、蔣祖曼、郭 峰、梁寶琪、野田直希、張嘉晉、林淑銦、羅昊康、朱崇熙、呂 熙、卓 躒        | HKTV網頁 | 阮美鳳        | 蘇萬聰         | 原定6集 每集為30分鐘                          |
| 7月24日  | 18   | 香港 | 三面形醫       | 林文龍、姜大衛、艾 威、楊 淇、陳宇琛、姜麗文、何思諺、劉玉翠、姜皓文、姜文杰、林熹瞳、陳家樂 | HKTV網頁 | 蔡婷婷        | 關樹明         | 原定20集 網上首播劇集之一                     |
| 8月19日  | 11   | 香港 | 夜班           | 林文龍、林嘉華、湯 怡、林熹瞳、麥子樂、梁寶琪、郭 鋒、姜皓文、冼灝英、菁 瑋、胡烱龍          | HKTV網頁 | 鮑偉聰        | 陸天華         | 網上首播劇集之一 原定15集 前名《Night Shift》 |
| 9月3日   | 16   | 香港 | 開腦儆探       | 黃日華、李璨琛、關楚耀、黃芝琪、陳穎妍、黃芷晴、梁寶琪、盧海鵬、湯 怡、林嘉華、林 利、盧頌衡 | HKTV網頁 | 劉彩雲        | 劉順安         | 原定21集 網上首播劇集之一                     |

## 未播映劇集

### 已擱置拍攝
| 預計拍攝年份 | 集數 | 來源 | 劇名          | 主演                                                                        | 編審   | 總導演 | 備註                                                  |
| 已擱置拍攝   | 15   | 香港 | 天網          | 林文龍、蒙嘉慧、石 修、楊 淇、何思諺                                        | 蔡婷婷 | 關樹明 | - 原定30集 香港電視網絡因宣佈未能如期開台而擱置拍攝。 |
| 已擱置拍攝   |      | 香港 | 警界線II      | 陳錦鴻、廖啟智、唐 寧、蔣祖曼、周俊偉、廖安麗                               | 劉小群 | 蘇萬聰 | [ 18 ]                                                |
| 已擱置拍攝   |      | 香港 | 選戰II        | 李心潔、廖啟智、王宗堯、石 修、龔慈恩、郭 峰、李 影、何詠雯、陳逸寧、潘燦良 |        | 黃國強 | [ 19 ]                                                |
| 已擱置拍攝   |      | 香港 | 夜班（第2季） | 林文龍、湯 怡、林熹瞳、麥子樂、梁寶琪、郭 鋒、鮑康兒、冼灝英、胡烱龍        | 鮑偉聰 | 陸天華 |                                                       |
| 已擱置拍攝   |      | 香港 | 功夫          | 元 華、呂 熙、陳嘉桓、冼灝英                                                | 孫浩浩 | 陳新俠 | [ 20 ]                                                |
| 已擱置拍攝   |      | 香港 | 神探導盲犬    | 陳宇琛、姜文杰、姜麗文                                                      |        |        | [ 20 ]                                                |
| 已擱置拍攝   |      | 香港 | 一級警號      |                                                                             |        | 黃國強 | [ 21 ]                                                |
| 已擱置拍攝   |      | 香港 | 復仇          | 陸駿光                                                                      |        |        | [ 22 ]                                                |
| 已擱置拍攝   | 20   | 香港 | The Families  | 王宗堯、周家怡、陸駿光                                                      | 潘漫紅 |        | 內容是關於家庭治療的故事。                            |